# Langues manobo
Les langues manobo sont un des groupes de langues composant les langues grandes philippines centrales. Ces dernières font partie des langues philippines, un des rameaux de la branche malayo-polynésienne des langues austronésiennes. 
Les nombreuses langues manobo sont parlées aux Philippines, dans les régions montagneuses du centre et de l'Est de l'île de Mindanao.

## Classification

Les langues philippines, entourées en bleu

Blust (1991) classe les langues manobo à l'intérieur du groupe du grand philippin central. Les langues sont:
- Langues manobo centrales
  - groupe central oriental 
    - Manobo, Agusan
    - Manobo, Dibabawon
    - Manobo, Rajah Kabunsuwan

  - groupe central du Sud
    - Manobo, Ata
    - Manobo, Matigsalug
    - Manobo, Obo

  - groupe central occidental
    - Manobo, Ilianen
    - Manobo, Western Bukidnon
- Langues manobo du Nord 
  - Binukid
  - Higaonon
  - Kagayanen
  - Quinamiguin
- Langues manobo du Sud 
  - Manobo de Cotabato
  - Manobo, Sarangani
  - Tagabawa

## Codes
- Code de langue IETF : mno